# Algatocín
Algatocín es un municipio español de la provincia de Málaga, Andalucía, situado en el oeste de la provincia en el Valle del Genal, siendo una de las poblaciones que conforman la comarca de la Serranía de Ronda. Tiene una población de 834 habitantes (INE 2024). Su extensión superficial es de 19,72 km² y tiene una densidad de 46,85 hab/km². Sus coordenadas geográficas son 36°34′ N, 4°16′ O. Se encuentra situada a una altitud de 725 metros y a 136 kilómetros de la capital de provincia, Málaga.

## Geografía
| Noroeste: Benalauría | Norte: Benalauría | Noreste: Benalauría          |
| Oeste: Benalauría    |                   | Este: Jubrique               |
| Suroeste: Benarrabá  | Sur: Benarrabá    | Sureste: Benarrabá, Jubrique |

### Situación
Algatocín, con una extensión de 20 km cuadrados, se encuentra en medio del Valle del Bajo Genal. Su extensión que va desde la sierra hasta las orillas del río Genal, dibuja en paisaje repleto de cuestas y de frondosa vegetación.
Igualmente cabe destacar la diversidad en cuanto al paisaje que pasa desde la escarpada sierra al noroeste del núcleo urbano principal, a la frondosidad en las proximidades del río Genal, hasta la fértiles tierra de la pedanía de Salitre.

## Naturaleza
Se puede realizar la ruta de senderismo señalizada PR-A 238, de Benalauría a Algatocín que pertenece al sendero de gran recorrido GR 249 Gran Senda de Málaga. Además, se puede realizar la ruta PR-A 239 de Benarrabá a Algatocín, que pertenecen al sendero de gran recorrido GR 141 Gran Senda de la Serranía de Ronda.

### Flora
Por su abundancia destacar el quejigo (Quercus canariensis), alcornoque (Quercus suber), madroño (Arbutus unedo), castaño (Castanea sativa) y pino (Pinus halepensis). También el brezo, lentisco (Pistacia lentiscus), helecho(Davallia canariensis) o aulaga.

### Fauna
Destacar jabalí (Sus scrofa), el zorro (Vulpes vulpes), conejo (Oryctolagus cuniculus), la gineta (Genetta genetta), meloncillo (Herpestes ichneumon).
En cuanto a las aves podemos citar al cernícalo (Falco tinnunculus), ruiseñor (Luscinia megarhynchos), petirrojo (Erithacus rubecula), gavilán (Accipiter nisus), águila calzada (Hieraaetus pennatus), cuco (Cuculus canorus), etc.

## Historia

### Edad Antigua y Edad Media
Las primeras evidencias de poblamiento humano en las tierras del actual municipio de Algatocín se remontan a la Edad de Bronce (2000 años a. C.) según restos de cerámica hallados en Cerro Gordo. En este mismo lugar, pero hacia el año 1.000 a. C. se han encontrado los restos ibéricos de un oppidum o recinto defensivo.
Más tarde, en época romana, hay autores que identifican en Cerro Gordo o Campo del Salitre la mansio romana de Vesci. Vesci se encontraría en la calzada romana que comunicaba Arunda con Carteia por Lacipo y hacia el oeste por Oba. Sobre dicha calzada discurrieron desde entonces los caminos de herradura, y todavía se encuentran algunos tramos en Algatocín, en el puerto Encinas Borrachas (Jimena de Líbar) o cerro Doña María (Alpandeire), constituyendo hasta el siglo XIX el llamando camino inglés, actualmente confundido con las cañadas para el ganado. En esta época parece que se desarrolló una importante industria textil como lo demuestra el hallazgo de numerosas pesas de telar en Salitre.
En el 711, durante la etapa inicial de la conquista musulmana, llegan a la península los musulmanes del califato omeya junto a bereberes, entre los que se encontraban los attus, quienes fundaron Algatocín, al que llamaron Al-Atusiyin o “el lugar de los Attus”. También se fundó Benamahabú hoy desaparecido. Varios años después, en el año 755 la zona muestra su apoyo a Abderramán I.
En 1015 la taifa de Ronda se declara independiente bajo el mando de la familia bereber Banū Ifrēn, para pasar en 1066 a integrarse en a taifa de Sevilla. En los dos siguientes siglos la zona permanecerá ocupada por almorávide y almohade.

### Edad Moderna

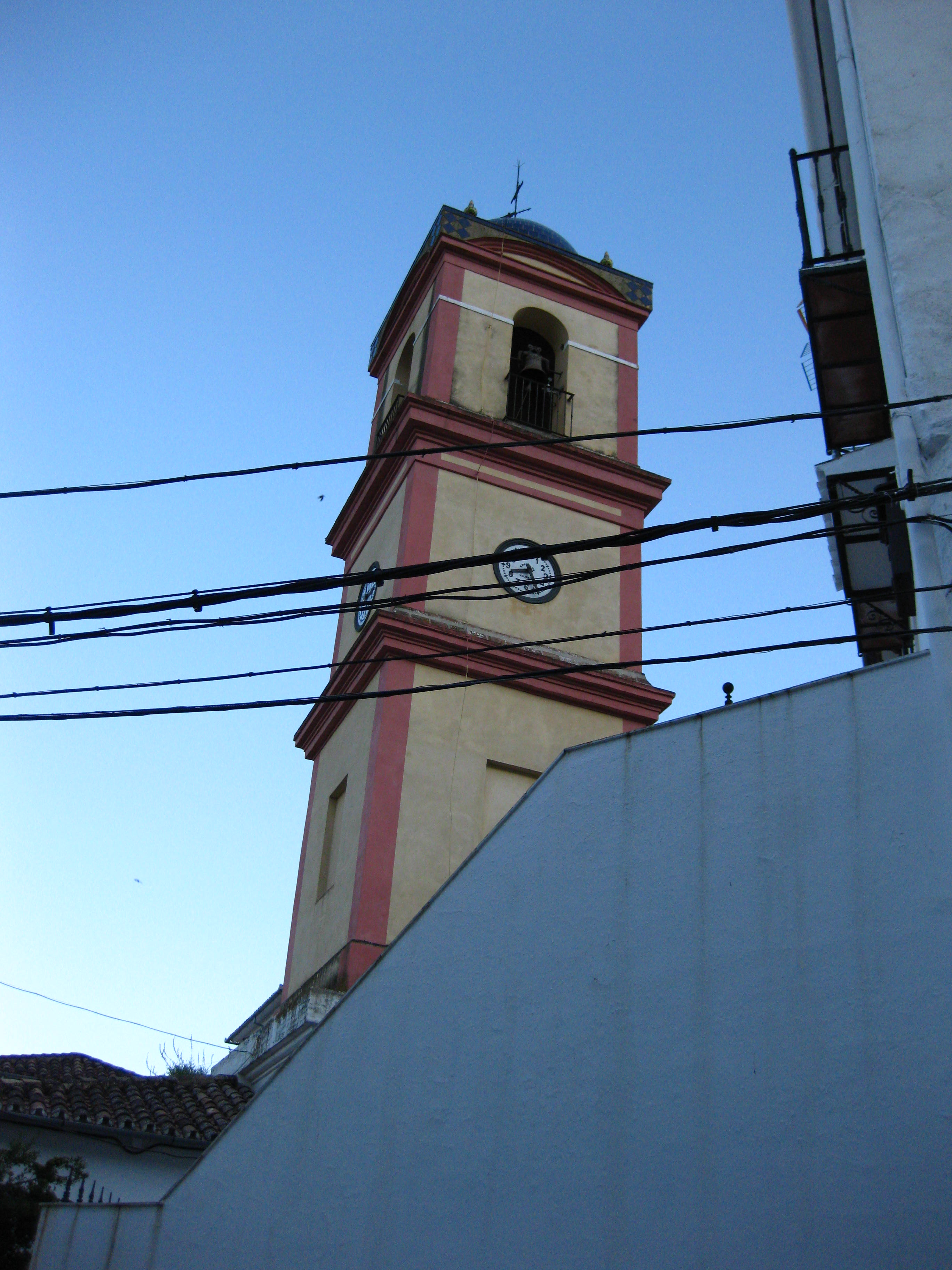
Iglesia Nuestra Senora del Rosario

En 1485, durante la Guerra de Granada, los Reyes Católicos toman Ronda y su alfoz, incluidos los pueblos del valle del Genal. Algatocín entonces contaba con una población de 26 vecinos. El 13 de mayo de 1498, las poblaciones de Gaucín, Benarrabá y Algatocín pasan a ser de señorío, conformando el señorío de Gaucín, propiedad de don Juan Alonso Pérez de Guzmán, duque de Medina Sidonia. A comienzos de 1500 se produce el alzamiento de los mudéjares de la sierra de Ronda y Villaluenga dentro de la rebelión de las Alpujarras. El 20 de junio de 1501 fueron vencidos los mudéjares rebeldes de Sierra Bermeja. Su expulsión, en los casos de no conversión, provocó una leve disminución en la población de Algatocín y la desaparición de Benamahabú. A principios del siglo XVI se comienzan a crear las parroquias. En 1560 los 100 habitantes con los que contaba Algatocín eran moriscos, en esa época el Tribunal de la Inquisición comienza a realizar juicios, siendo procesados: Francisco Martín, Francisco Martín Abenacaide y Juana Gómez. En 1570, como consecuencia de la rebelión de las Alpujarras, se produce la rebelión de los moriscos de la serranía de Ronda. En el mes de mayo, Pedro Bermúdez de Santis, capitán de la guarnición de Ronda, intentó acabar con el levantamiento pero fracasa. Durante el verano se produce la quema de la iglesia por parte de los sublevados, la cual no será reparada hasta 1604. La rebelión fue sofocada por Luis Ponce de León, duque de Arcos entre mediados de septiembre hasta mediados de diciembre de ese año, terminando con la rendición de los moriscos y su agrupamiento en presidios. En enero los moriscos algatocineños fueron enviados a la ciudad sevillana de Carmona.

### Edad Contemporánea

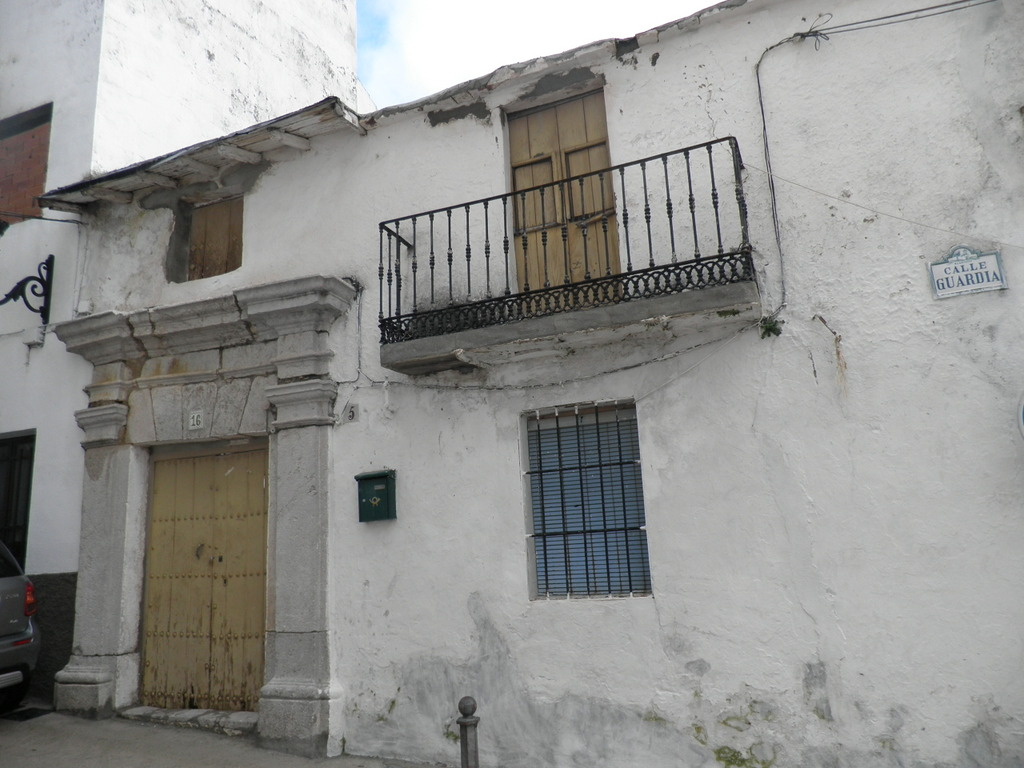
Algatocín

En el siglo XVIII Algatocín aparece en el Catastro de Ensenada y, junto con Benarrabá, Gaucín, Benamaya y Benamahabú pertenece al señorío de Gaucín, propiedad del duque de Medina Sidonia. Tenía una población de unos 1350 habitantes que se dedicaban a la agricultura y la ganadería fundamentalmente. Existían también 6 molinos y un alambique. Uno de los molinos, que era de aceite, estaría situado junto a la Alameda. En 1787 Algatocín aparece también en el censo de Floridablanca, con una población de 1.723 habitantes.
Durante la Guerra de la Independencia, el 13 de febrero de 1810 se celebra el acta de cabildo, se recoge el apoyo del pueblo al rey Fernando VII. La estrategia de la Regencia consistía en incrementar la presión sobre las tropas franceseas en las sierras de Cádiz para así de detraer efectivos franceses del frente de Extremadura que defendían las tropas anglo-portuguesas. A principios de mayo de 1810 Serrano Valdenebro intentó, sin éxito, un ataque a Ronda. El general Marasín le persiguió en su retirada hacia Cádiz, incendiando primero Algodonales. Marasín se batió en la zona Alpandeire, con las partidas (unidades irregulares) de Igualeja, Casares, Jubrique y Benalauría. Derrotando a estas partidas, continuó su camino, saqueó e incendió Atajate el día 6 de mayo y el 7 de mayo de 1810 atacó y saqueó Algatocín y Benalauría. Las partidas, que se defendían de los franceses, se reagruparon en Casares con las tropas de Serrano Valdenebro y González Peinado. Los franceses se dieron la vuelta y marcharon a Ronda, después de este castigo a los serranos, después de incendiar y saquear Cortes de la Frontera el día 11 de mayo. En junio de 1810 se produce la campaña del sanroqueño general Lacy para mantener abierto el frente, e intentar expulsar a los franceses de la serranía de Ronda y de la sierra de Grazalema, haciéndolos retroceder a Ronda. Aunque los franceses tuvieron conocimiento del plan y pusieron en marcha una expedición para cortar el avance de los españoles, las primeras escaramuzas en Algatocín, Atajate y Ubrique, dieron ventaja a los españoles que cortaron el sector central del contraataque francés, obligando a los franceses a retirarse hacia Ronda. El 11 de octubre de 1810 se reunieron en Ubrique los jefes de las partidas de las Cuatro Villas y de otras localidades de la serranía de Ronda, como Algatocín, para organiza la defensa contra las tropas francesas. Por parte de Algatocín asistió Sebastián Tinoco. En noviembre, José Serrano Valdenebro es nombrado comandante de la Sierra por la Regencia. Éste nombró, desde Gaucín, a José Aguilar y Sebastián Tinoco primer y segundo comandantes de una partida de 50 hombres para perseguir a los insubordinados y desertores y exigió a todos los pobladores de la sierra se mantuvieran en las partidas que habían de servir en la defensa de la sierra de los franceses.
Durante el último tercio del siglo XIX la epidemia de filoxera ocasiona una crisis en Algatocín y el aprovechamiento del corcho como medio de subsistencia. En 1869 se encontraría por los pueblos de la serranía de Ronda, incluido Algatocín, una partida de aprovisionamiento mandada por el cura Romero, que lideraba el levantamiento republicano federal.

## Geografía humana

### Demografía
Cuenta con una población de 834 habitantes (INE 2024).
| Gráfica de evolución demográfica de Algatocín entre 1842 y 2021                                                       |
| |
| Población de derecho según los censos de población del INE. Población de hecho según los censos de población del INE. |

### Economía

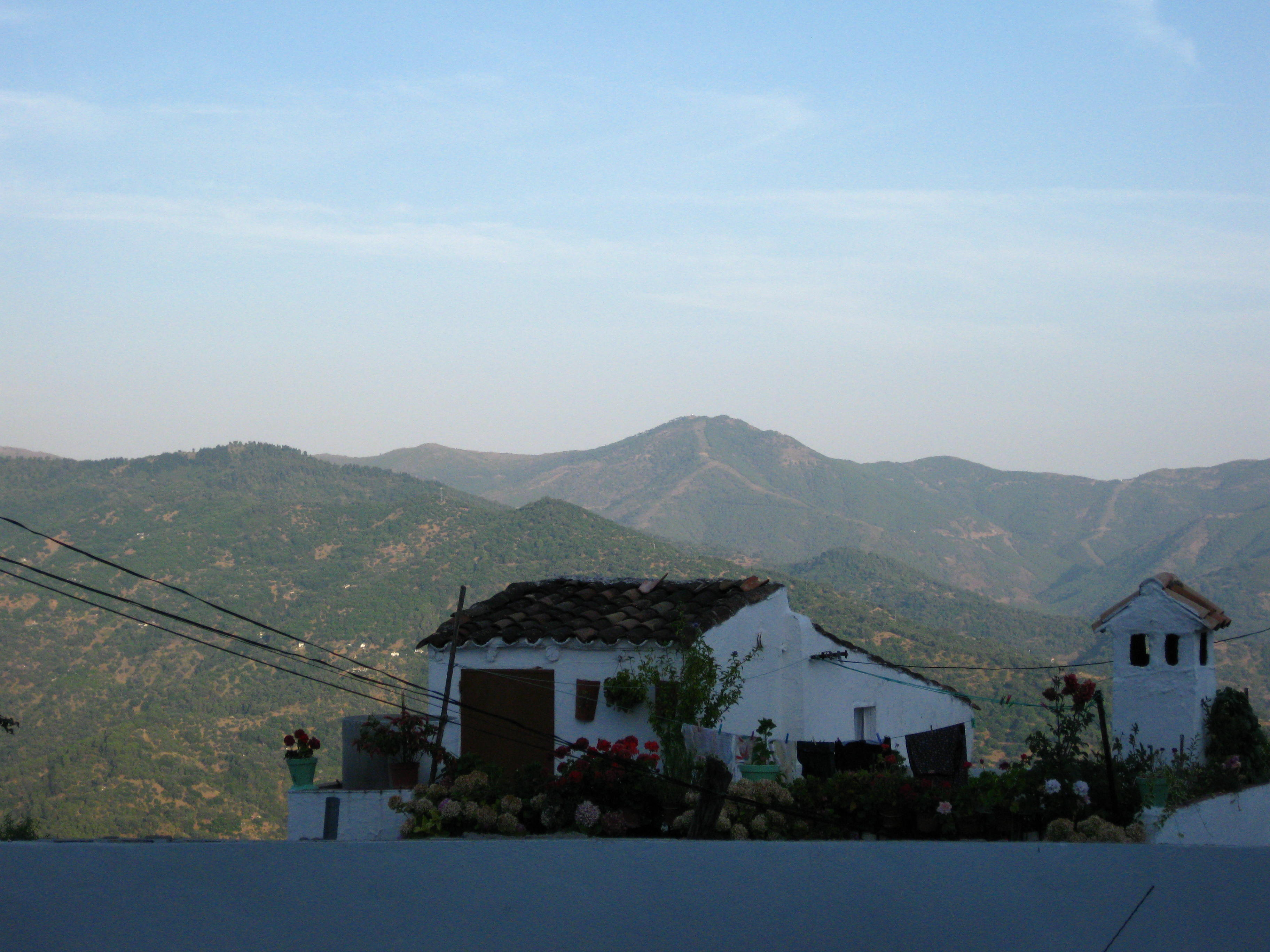
Sierra de Ronda desde Algatocín

Se basa en la agricultura, destacando los castaños, la ganadería (cerdos y ovejas) y la silvicultura (pinos o alcornoques).

### Evolución de la deuda viva municipal
| Gráfica de evolución de Deuda viva del Ayuntamiento de Algatocín entre 2008 y 2019                                |
| |
| Deuda viva del Ayuntamiento de Algatocín en miles de Euros según datos del Ministerio de Hacienda y Ad. Públicas. |

## Política y Administración
La administración política de la ciudad se realiza a través de un Ayuntamiento de gestión democrática cuyos componentes se eligen cada cuatro años por sufragio universal. El censo electoral está compuesto por todos los residentes empadronados en Algatocín mayores de 18 años y nacionales de España y de los restantes Estados miembros de la Unión Europea. Según lo dispuesto en la Ley del Régimen Electoral General, que establece el número de concejales elegibles en función de la población del municipio, la Corporación Municipal de Algatocín está formada por 7 concejales. En las elecciones de 2011, el PSOE gana las elecciones por un par de votos y obtiene un concejal más que el PA. Un pacto entre este último y el PP permite volver a investir a D. Benito Carrillo Martínez alcalde de Algatocín.
| Periodo   | Nombre                         | Partido |
| --------- | ------------------------------ | ------- |
| 1979-1983 | D. José Calvente Villalta      | PSOE-A  |
| 1983-1987 | D. Francisco Jiménez Moreno    | PSOE-A  |
| 1987-1991 | D. Francisco Jiménez Moreno    | PSOE-A  |
| 1991-1995 | D. Francisco Jiménez Moreno    | PSOE-A  |
| 1995-1999 | D. Francisco Jiménez Moreno    | PSOE-A  |
| 1999-2003 | D. Francisco Jiménez Moreno    | PSOE-A  |
| 2003-2007 | D. Francisco Jiménez Moreno    | PSOE-A  |
| 2007-2011 | D. Benito Carrillo Martínez    | PA      |
| 2011-2015 | D. Benito Carrillo Martínez    | PA      |
| 2015-2019 | D. José Manuel López Gutiérrez | PP      |
| 2019-2023 | D. José Manuel López Gutiérrez | PP      |
| 2023-act. | D. José Manuel López Gutiérrez | PP      |

### Administración judicial
Nos encontramos dentro partido judicial de Ronda, que es el número 4 de la provincia de Málaga, su demarcación comprende a la ciudad de Ronda más otros 22 municipios de la comarca de la Serranía de Ronda, atendiendo a la población en tres juzgados de instrucción y primera instancia.

## Gastronomía
Además de la gastronomía de la provincia de Málaga destaca la elaboración de uno de los panes más caros del mundo

## Infraestructuras y equipamientos

### Salud
Cuenta con un centro de salud del Servicio Andaluz de Salud. Pertenece al Área de Gestión Sanitaria Serranía de Ronda.

### Educación
Cuenta con el Colegio Público Rural Sierra del Espino, el instituto de educación secundaria Valle del Genal y la Sección de Educación Permanente para Adultos Llano del Rey.

## Fiestas
- 15-20 de diciembre (aprox.) Las Mañanitas

Las mañanitas o misas de aguinaldo se celebran en la semana anterior a Nochebuena.  Se celebran durante cinco días, de miércoles a domingo, coincidiendo éste con el último domingo de Adviento. En esta tradición, los vecinos de Algatocín nos despertamos sobre las 5:30 o 6 de la madrugada para cantar villancicos por las calles del pueblo, anunciando a todos que llega la Navidad. Sobre las 6:30 se celebra una misa, en la que cada día está dedicada a una parte de los componentes de los mayordomos, destinando la última de ellas al párroco de la localidad. Después de la misa, los mayordomos/as tienen un local preparado donde asiste todo el que quiera, habitualmente este local es el salón de la juventud donde se toma chocolate caliente, anís, mantecados y otros dulces típicos preparados por los mayordomos/as del pueblo. Una vez en el salón y disfrutando de estos manjares jóvenes y mayores catan villancicos hasta que poco a poco los algatocileños se van marchando para comenzar con sus labores cotidianas.
- 2 de febrero, La Candelaria.

Fiesta muy tradicional en este municipio, su día es el 2 de febrero, pero siempre se celebra el primer domingo de este mes para que todo el mundo pueda acudir.
La fiesta tiene carácter religioso, y consiste en una misa donde todos los niños/as nacidos anteriormente a este día, son presentados y se les hace entrega de una medalla. 
Todas las personas del pueblo asisten a dicha misa con sus roscas de pan para que sean bendecidas por el párroco. La tradición manda que los padrinos sean los que regalen las roscas a los más pequeños.
Después de la misa, hay una procesión por las calles del pueblo, donde sale la Virgen de la Candelaria acompañada por la Banda de Música de Algatocín.
- 15 de mayo, San Isidro.

La romería de San Isidro se celebra el día 15 de mayo, en la pedanía de Salitre. Suele ser un fin de semana de fiesta donde asiste no solo el pueblo de Algatocín, sino también los demás pueblos de la Serranía, por la noche suele haber baile hasta altas horas de la madrugada.
El domingo por la mañana sale desde Algatocín, una carroza donde va todo el Coro Rociero de Algatocín cantando canciones hasta llegar a Salitre, una vez que están todas las personas allí, se celebra la misa y posteriormente se realiza una procesión donde San Isidro es acompañado por la Banda de Música de Algatocín, el Coro Rociero (que ha protagonizado la misa) y toda la gente que allí se encuentra.
También hay otras actividades propuestas celebradas durante estos días, desde carreras de cintas a caballo, de motos, el tiro al plato, etc.…
- 24 de junio, San Juan.

El día 24 de junio, coincidiendo con la festividad de San Juan, el pueblo de Algatocín, celebra esta fiesta repartiendo sangría para todos los asistentes, de ello se encargan todos los Juanes y Juanas del pueblo, ya que es su día y lo comparten con todos los habitantes y visitantes.
No podía faltar la hoguera, y la posterior quema de un muñeco relleno de trapos viejos y paja.
- 4 de octubre, San Francisco de Asís. y 7 de octubre, fiesta de la patrona local, Virgen del Rosario.

Durante la primera semana de octubre, se celebra nuestra feria en honor a San Francisco de Asís y la Virgen de nuestra Señora del Rosario.
Son cuatro días de fiesta donde se reúnen muchas familias que pasan el resto del año fuera por diversos motivos, por tanto, durante estos días el pueblo aumenta el número de visitantes.
El día 4 de octubre, es el día de San Francisco de Asís y desde primera hora de la mañana la Banda de música de Algatocín se encarga de ir casa por casa tocando “Francisco Alegre” a todos los Franciscos y Franciscas del pueblo, estos agradeciendo este detalle ofrecen a los componentes de la Banda de música bebidas, dulces típicos… 
Después se celebra la misa, donde son nombrados los mayordomos/as del año siguiente y posteriormente la procesión, donde San Francisco y la Virgen del Rosario recorren todas las calles del pueblo, acompañados por la Banda de música hasta llegar de nuevo a la iglesia. Este día, es día festivo en Algatocín por lo que todo el pueblo disfruta de este día que da comienzo a la feria del pueblo. Se realizan actividades tanto para niños pequeños como es el taller de los payasos, como para los adultos con su tradicional comida y actuación de copla española (variando todos los años).
Durante estos días de feria, se organizan eventos deportivos que reúnen a todos los jóvenes de pueblos cercanos de la Serranía, y también la actuación del grupo de baile TOP-DANCE (formado por cuatro jóvenes del pueblo)
El día 7 de octubre, se celebra el día de Nuestra Señora del Rosario con una misa en su honor y una posterior procesión por las calles del pueblo. Este es el último día de feria.